# 梯面镇
梯面镇是中国广东省广州市花都区下辖的一个镇，位于花都区北部。东北与从化交界，西北与清远市接壤，辖区总面积91.2平方公里，下辖1个社区8个村。总人口1万人。镇内有高百丈风景区、王子山森林公园、紫霞山庄、雁鷹湖渡假村等旅游景区。

## 行政区划
梯面镇下辖以下地区：
布岭社区、民安村、埔岭村、联丰村、联民村、五联村、红山村、横坑村和西坑村。